# エウリュピュロス
エウリュピュロス（古希: Εὐρύπυλος, Eurypylos, ラテン語: Eurypylus）は、ギリシア神話の登場人物で、同一の名前の人物が何人か存在する。その中で最も有名なのはトロイア戦争に参加した二人のエウリュピュロスで、一人はアカイア勢で、もう一人はトロイア勢として戦った。

## エウアイモーンの息子
このエウリュピュロスはテッサリアー地方の都市オルメニオンの王で、エウアイモーンとオーピスの間に生まれた子である。ヘレネーの求婚者の一人で、トロイア戦争で彼が指揮したオルメニオン人の軍船40隻は、アウリスに集結したアカイア勢の中で最も大きい艦隊の一つであった。戦闘では勇敢に戦い、ディオメーデースや大アイアース、イードメネウスに並び、しばしば最も優れた戦士として数えられる。ホメーロスの『イーリアス』では、彼はヘクトールと一騎討ちを受けようとしたが、くじ引きで挑戦者を決定した際に外れたので叶わなかった。大アイアースが激しい戦いの中で負傷し撤退を余儀なくされた際は、大アイアースを守りつつ戦い、アピサオーンを討ったが、パリスの矢に射られ腿を負傷した。その戦闘時には他の有名なアカイアの戦士も傷を受け、撤退するところであった。エウリュピュロスの傷はパトロクロスが手当をした。その時エウリュピュロスは彼に、アキレウスが戦闘に参加するのを拒んでも、パトロクロスは参加するように説得した。エウリュピュロスはトロイアの木馬作戦に参加した武将の一人であった。
エウリュピュロスはトロイア戦争を生き残った。その後の運命はパウサニアスが次のように描写している。戦後、略奪品として大きな箱を手に入れた。それはアイネイアースがトローイアから逃げる際に捨て置かれたものであったという。別の話では、カッサンドラーによって、アカイア勢で誰か箱を開けた者への呪いをかけられ、故意に置いていかれた。その箱はゼウスがトローイアに贈ったもので、箱の中には、ヘーパイストスによって作られたディオニューソスの幻影が入っていた。エウリュピュロスが箱を開けると、気が狂った。正気に戻る時もあったので、彼はデルポイの聖域に赴き、狂気を治す方法を聞いた。巫女が言うには、並ならぬ犠牲を捧げる人々を見つけ、そこに住めということだった。やがて彼はアロエ(後のパトラ)に来ると、そこで人々が少年少女をアルテミスの生贄にしているのを見た。それはコマイトーとメラニッポスが彼女の神殿を穢したので、女神を宥めるためであった。人々はエウリュピュロスを、かつて予言された指導者だと認識した。というのも、予言者は、異国の神の姿と文化をもたらす者が来る時、生贄はやむであろうと言ったからである。この後エウリュピュロスは正気を取り戻し、アロエの人々は少年少女を生贄を出す必要が無くなった。彼の墓はその町にあり、このことがあってから人々はデュオニューソスの祭りの際に彼に犠牲獣を捧げた。

## テーレポスの息子

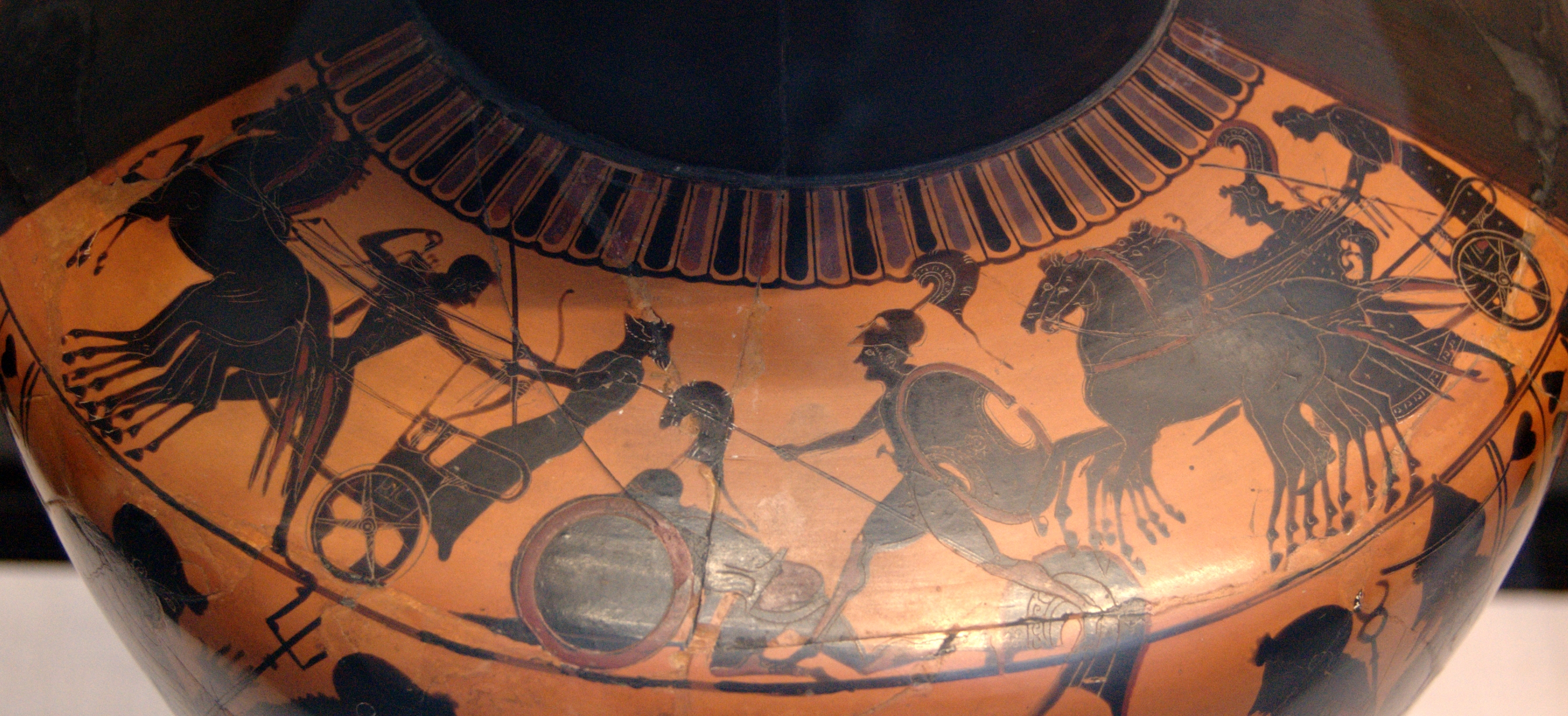
エウリュピュロスを殺すネオプトレモス。

このエウリュピュロスはトローイア勢で、テーレポスとアステュオケーの間に出来た息子。つまり父方ではヘーラクレースの孫、母方ではラーオメドーンの孫である。しかしアステュオケーは彼の妻であると書いているものもある。ホメロスによると、彼はメムノーンに次いで、最も美男子であったという。
トローイア王プリアモスの求めにより、アステュオケーは彼に黄金の葡萄を贈り、ミューシア人とケテイア人を指揮して戦争の最後まで戦うように説得した。プリアモス自身もまた、彼に様々な高価な贈り物をし、カッサンドラーとの結婚までもちかけ、トローイア軍に協力するよう奨励した。その結果彼は戦争で勇敢に戦い、マカーオーンやニーレウスを含む多数の敵を殺した。しかし最後はネオプトレモスによって殺された。マカーオーンはアスクレーピオスの息子なので、ペルガモンのアスクレーピオスの神殿ではエウリュピュロスの名を唱えることは禁忌とされた。